# Gravity (canción de Papa Roach)
«Gravity» (en español "gravedad") es una canción de la banda estadounidense de rock Papa Roach, incluyendo a la cantante Maria Brink, miembro del grupo In This Moment. Se lanzó el 22 de abril de 2015 como el segundo sencillo del séptimo álbum de estudio de la banda, titulado F.E.A.R..  La canción hace referencia a lo que pasa con una pareja que tiene una relación disfuncional.

## Video musical
Está dirigido por Jacoby Shaddix y Ezio Lucido. En algunas escenas muestra lo que pasa con los protagonistas de la historia que se cuenta, mientras se intercala con una actuación de la banda en un escenario improvisado.

## Posicionamiento en listas

### Listas semanales
| País           | Lista (2015)          | Mejor posición |
| -------------- | --------------------- | -------------- |
| Estados Unidos | Mainstream Rock Songs | 5              |
| Estados Unidos | Rock Songs            | 28             |

### Listas anuales
| País           | Lista (2015)          | Posición |
| -------------- | --------------------- | -------- |
| Estados Unidos | Mainstream Rock Songs | 22       |
| Estados Unidos | Rock Songs            | 76       |